# Абола
Абола је била одећа налик огртачу коју су носили стари Грци и Римљани. Ноније Марцел је цитиро Варонов одломак да би показао да је то била одећа коју су носили војници (vestis militaris), и да је на тај начин другачија од тоге. Римљанке су такође носиле верзију аболе барем у царском периоду.
Абола, међутим, није била ограничена на војне прилике, већ се носила и у граду. Посебно су га користили стоички и кинички филозофи у Риму као pallium philosophicum, као што су грчки филозофи били навикли да се разликују по одређеној одећи.  Дакле, Јувеналов цитат facinus majoris abollae само означава „злочин који је починио веома дубок филозоф“. Може се користити и као луксузни предмет. Птоломеј од Мауретаније носио је љубичасти огртач толико луксузан да се претпоставља да га је Калигула погубио из љубоморе.
Термин абола је заправо латинизација грчког ambolla (ἀμβόλλα) или anabole (ἀναβολή), за широки вунени огртач.